# Ichthyomyzon
Ichthyomyzon là một chi cá mút đá trong phân họ Petromyzontinae, bản địa Bắc Mỹ.

## Các loài
Hiện có sáu loài được công nhận:
- Ichthyomyzon bdellium (D. S. Jordan, 1885)
- Ichthyomyzon castaneus Girard, 1858
- Ichthyomyzon fossor Reighard & Cummins, 1916
- Ichthyomyzon gagei C. L. Hubbs & Trautman, 1937
- Ichthyomyzon greeleyi C. L. Hubbs & Trautman, 1937
- Ichthyomyzon unicuspis C. L. Hubbs & Trautman, 1937